# Ubi primum accepimus (Clemens XIII.)
Ubi primum accepimus ist ein päpstlicher Brief (Breve) vom 14. Januar 1764, in welchem Papst Clemens XIII. die Wahl des Erzherzogs Joseph von Österreich zum neuen römisch-deutschen König begrüßt.
Nach dem Friedensschluss im Siebenjährigen Krieg zwischen Großbritannien und Portugal, Frankreich und Spanien sowie Preußen, Österreich und Sachsen wurde der österreichische Erzherzog Joseph zum Nachfolger des römisch-deutschen Königs vorgeschlagen und 1764 in Frankfurt am Main gewählt und gekrönt.
Papst Clemens XIII. richtete dieses Schreiben an Erzherzog Joseph und bot ihm darin die Zusammenarbeit an. Er begrüßte es, dass einem guten und gläubigen Katholiken diese Königswürde angetragen wurde. Weiterhin bot Klemens dem zukünftigen König seine Mitarbeit an und kündigte an, dass er ihm einen erfahrenen Erzbischof als Nuntius entsenden werde.